# لاري باسكوالي
لاري باسكوالي (بالإنجليزية: Larry Pasquale)‏ هو مدرب رياضي أمريكي، ولد في 21 أبريل 1941 في بروكلين في الولايات المتحدة.